# Одумайтесь!
Понятно, что язычник грек, римлянин, даже средневековой христианин, не знавший Евангелия и слепо веровавший во все предписания церкви, мог воевать и, воюя, гордиться своим военным званием; но как может верующий христианин или даже неверующий, но весь невольно проникнутый христианскими идеалами братства людей и любви, которым воодушевлены произведения философов, моралистов, художников нашего времени, как может такой человек взять ружье или стать к пушке и целиться в толпы ближних, желая убить их как можно больше?
«Оду́майтесь!» — антивоенная статья Льва Толстого, написанная в 1904 году после начала русско-японской войны.

## Содержание
Статья начинается общей оценкой войны:

Опять никому не нужные, ничем не вызванные страдания, опять ложь, опять всеобщее одурение, озверение людей.
Толстой отказывается верить в то, что война происходит не во сне, а наяву, настолько она противоречит постулатам как российской государственной религии — христианства, так и принципам буддизма — главной, по мнению Толстого, религии Японии. И та и другая религия, как указывает Толстой, запрещает убийство. Называя войну «величайшим преступлением в мире» и «убийством братьев», он указывает, что лишь «вековым насилием и обманом» удалось довести народы до признания войны «доблестным делом»
Вину за обман народов Толстой возлагает на «просвещенных людей, готовых проповедовать
войну, содействовать ей, участвовать в ней и, что ужаснее всего, не подвергаясь опасностям войны, возбуждать к ней, посылать на нее своих несчастных, обманутых братьев».
Каждая глава статьи, за исключением последней, состоит из двух частей. В первой части приведены мнения различных мыслителей о войне. Во второй части Лев Толстой выражает собственное отношение и анализирует причины войны. По его мнению, причиной войны является правительственная идеология, которая под видом патриотизма насаждает ненависть к другим народам. Наряду с политиками и дипломатами, существенную роль в развязывании войны играют журналисты, которые оправдывают милитаристскую идеологию. Спасение человечества от войн в установлении в людях истинной религии, скрытого в каждом нравственного начала, требующего любви к ближнему и служения ему, как следствие, отказе от участия в военных действиях.

## Публикация
Ввиду невозможности опубликовать в России, статья была выпущена отдельной брошюрой в издательстве «Свободное слово» в Англии, переведена Владимиром Чертковым и опубликована в британской газете «The Times» 27 июня 1904 года, после чего растиражирована во многих странах и быстро переведена на другие иностранные языки.
В Японии статья получила широкую известность благодаря переводу на японский язык и публикации в газете «Хэймин симбун». По воспоминаниям Удзяку Акиты, оказала влияние на молодых японцев его времени. Под впечатлением статьи Акико Ёсано написала стихотворение «Не отдавай, любимый, жизнь свою…», ставшее памятником антивоенной японской поэзии.
В России вышла впервые в 1906 году в издательстве «Обновление» отдельной брошюрой, сразу была конфискована, повторно в 1911 году в составе полного собрания сочинений Льва Толстого в 36-м томе, и том также был конфискован.

## Оценки
Вызвала бурные отклики Бернарда Шоу, Анатоля Франса, Томаса Харди, газеты «The Daily News» и многих других. В России газеты («Московские ведомости», «Гражданин») выразили возмущение по поводу публикации статьи и её содержания.